# اندرو ویلر اومیونو
اندرو ویلر اومیونو (انگلیسی: Andrew Wheeler-Omiunu؛ زادهٔ ۱ دسامبر ۱۹۹۴) بازیکن فوتبال اهل ایالات متحده آمریکا است.
از باشگاه‌هایی که در آن بازی کرده‌است می‌توان به باشگاه فوتبال سیاتل ساندرز اشاره کرد.